# 努库希瓦岛
努库希瓦岛（Nuku Hiva）是法属波利尼西亚马克萨斯群岛西北部的一座火山岛，位處太平洋，由同名市镇管辖，面积339平方千米，是马克萨斯群岛中面积最大的岛屿。
岛上多为森林茂密的山地，有很多波利尼西亚人的石头房子，堡垒和庙宇。第一位看到努库希瓦岛的西方人是法国航海家艾蒂安·马尔尚（1791年）。1813年，美国海军军官戴维·波特将其命名为“麦迪逊岛”（Madison Island）并宣布该岛为美国领土。然而，法国于1842年吞并了整个马克萨斯群岛并在岛上建立了一座堡垒。
19世纪，努库希瓦岛上有小规模的檀香贸易，后来该岛逐渐成为捕鲸者的休息停靠地。岛上气候温暖湿润，盛产椰肉和水果。南岸的泰奧哈埃为主要港口，同时也是马克萨斯群岛的行政中心。
19世纪40年代，美国作家赫尔曼·梅尔维尔曾到过此地，1846年他发表的首部小说《泰皮》（Typee）就是以努库希瓦岛为背景。
在过去几个世纪，努库希瓦岛曾以“食人族”的传闻而闻名。過去曾發生旅客失蹤，經警方調查後懷疑遭毒手的事件。

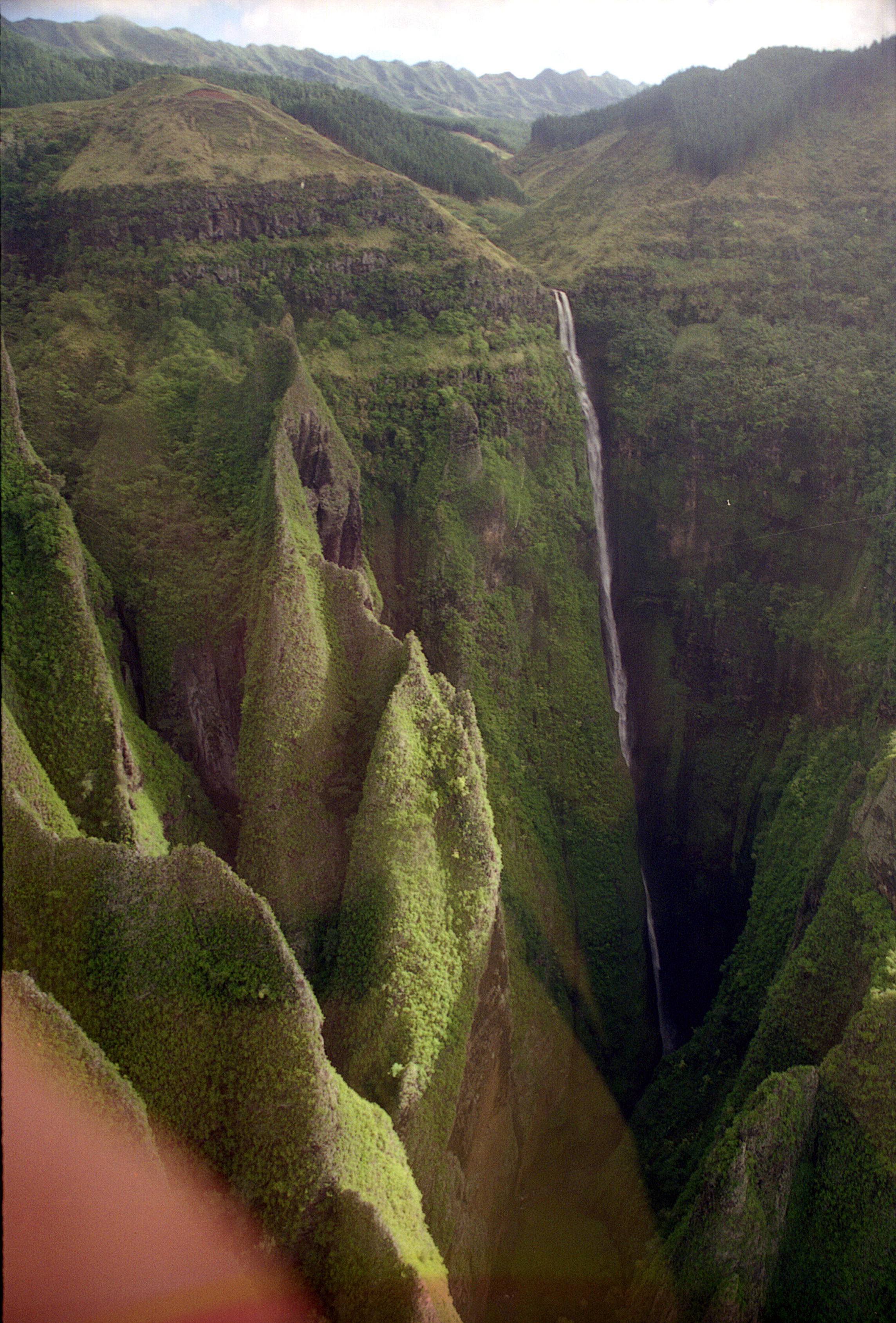
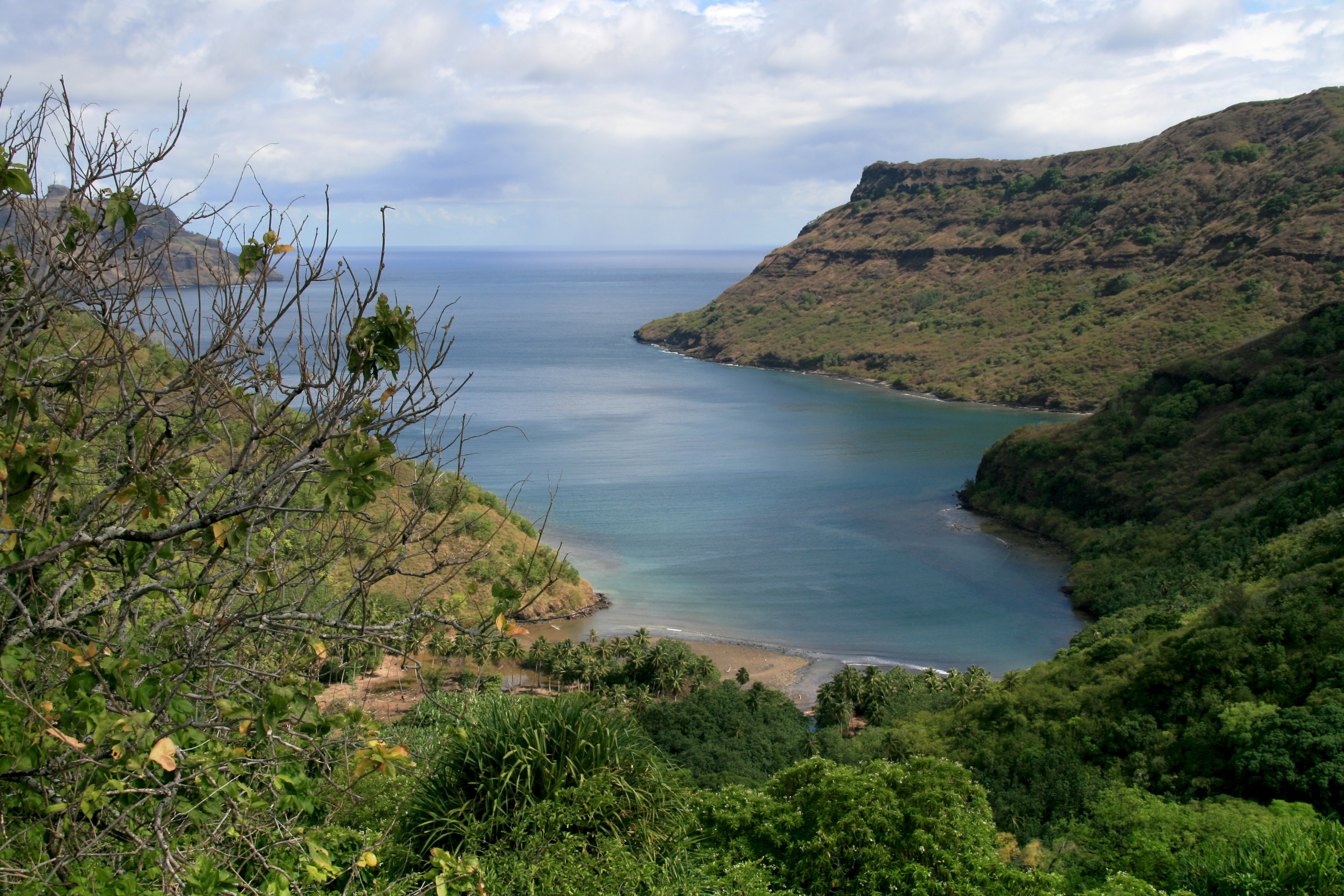
位于北岸的 Baie de Hakapaa
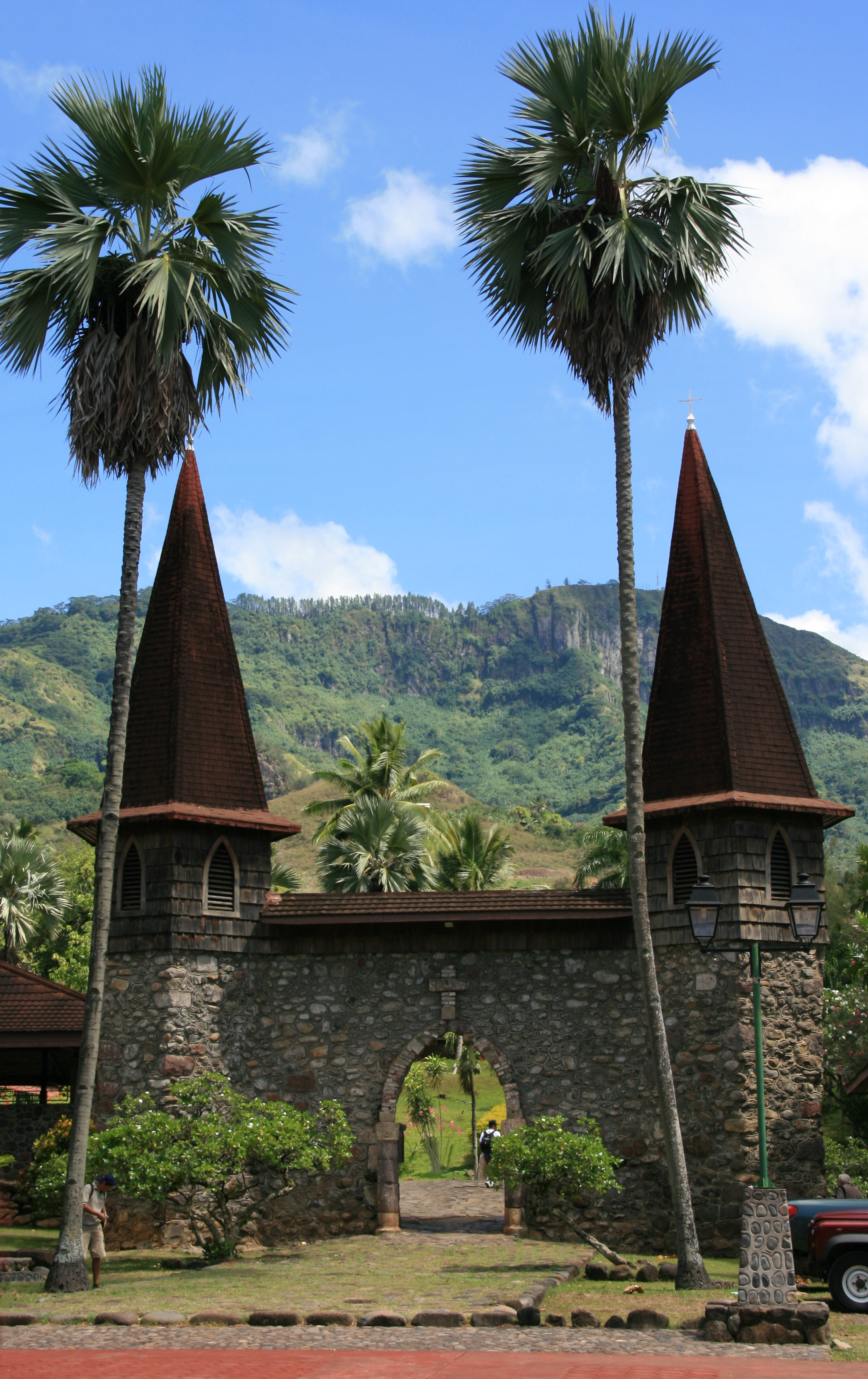
天主教泰奧海伊教區的主教座堂
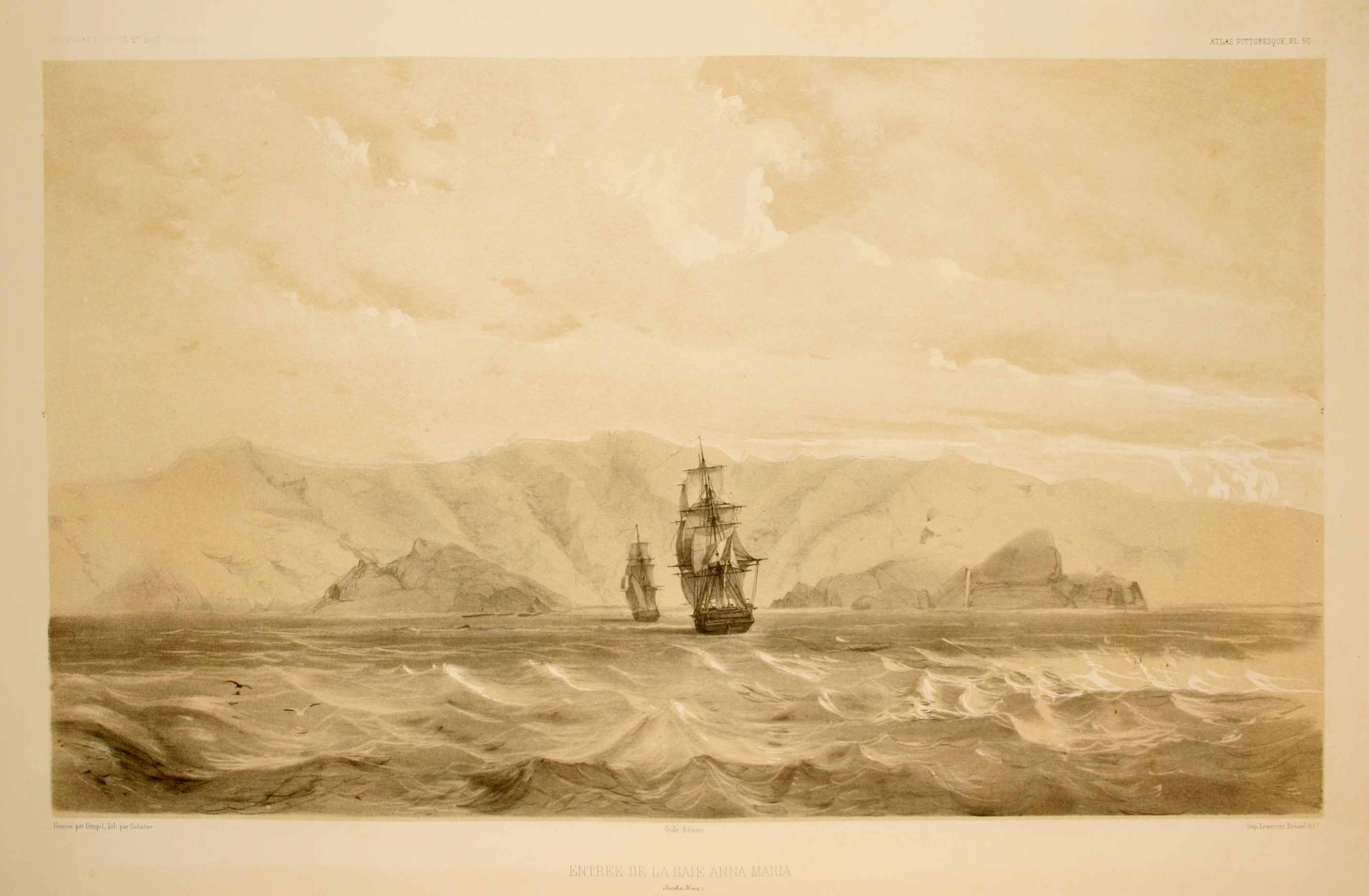
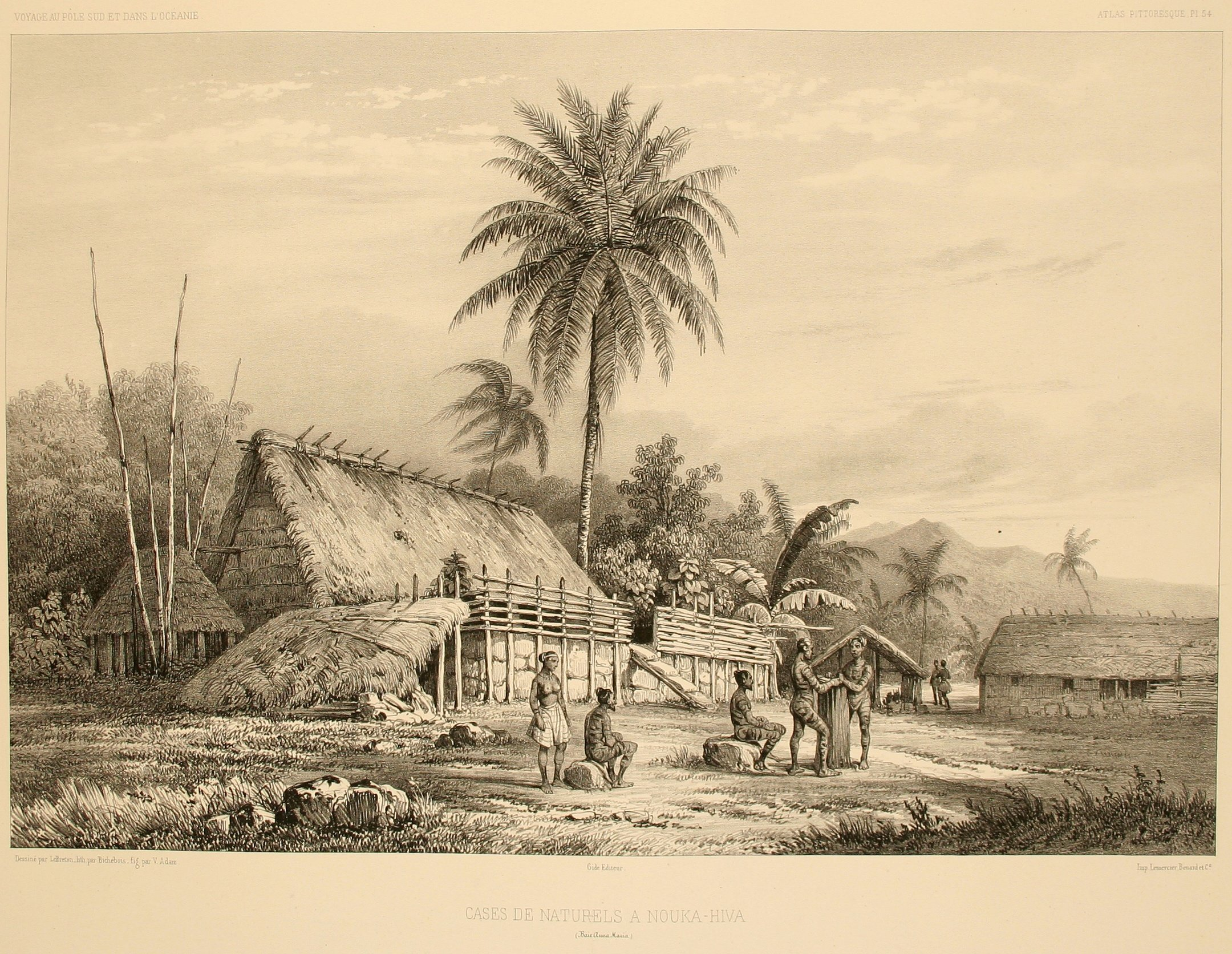
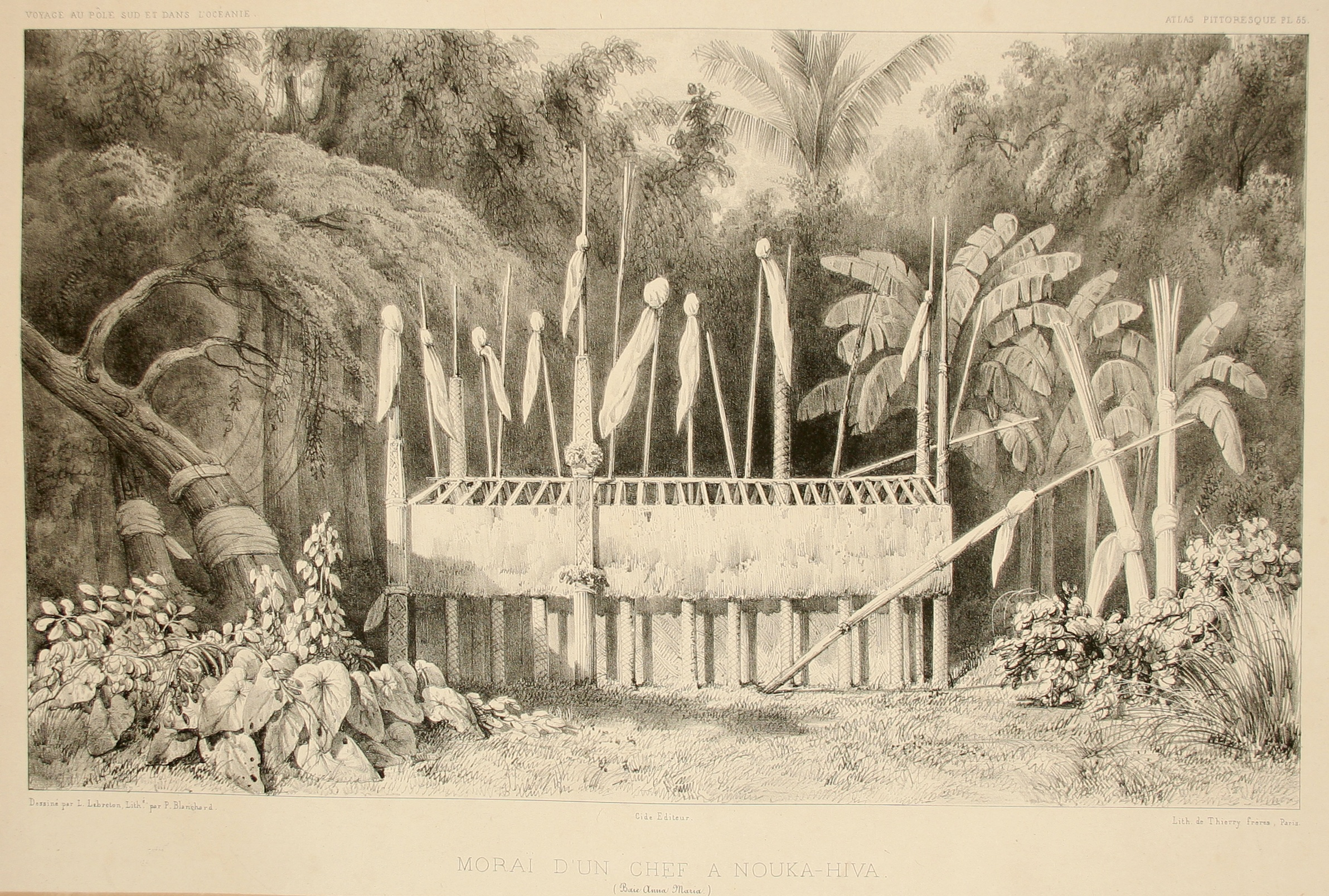